# Говорун, Дмитрий Николаевич
Дмитрий Николаевич Говорун (18 мая 1950 — 20 декабря 2020) — украинский учёный в области молекулярной биофизики, член-корреспондент Национальной академии наук Украины (2006), кандидат физико-математических наук (1987), доктор биологических наук (2000), профессор (2004).

## Биография
В 1972 году окончил Киевский национальный университет имени Тараса Шевченко по специальности «радиофизика (нелинейная оптика)».
Трудовую деятельность начал после окончания аспирантуры в 1976 году как младший научный сотрудник университета. С 1987 года работал в Институте молекулярной биологии и генетики НАН Украины в должности старшего научного сотрудника, затем заведующего отделом молекулярной и квантовой биофизики. С 2003 года — заместитель директора Института по научной работе.
Читал курс лекций в Киевском национальном университете имени Тараса Шевченко.
Также являлся заместителем главного редактора научного журнала «Биополимеры и клетка» и членом редакционной коллегии журнала «Ukrainica Bioorganica Acta».

## Научные интересы
Основная область научных интересов — квантовая биология. Научное направление — поиск универсальных физико-химических основ специфичности взаимодействия между компонентами нуклеопротеидных комплексов и установления роли прототоропной таутомерии нуклеиновых кислот и переноса протона в элементарных актах белково-нуклеиновой и нуклеиново-нуклеинового узнавания. Под руководством профессора было выполнено 6 кандидатских диссертаций.

## Итоги работы
Награждён Грамотой Верховной Рады Украины (2003), нагрудным знаком «Изобретатель СССР», «Отличник образования Украины», орденом «Знак Почёта».
В 2016 году стал лауреатом премии Scopus Awards Ukraine в номинации «Лучший коллектив учёных, который достиг значительных научных результатов без западных коллабораций» (вместе с ученицей О. А. Броварец).
Более 320 научных работ, среди них 46 изобретений, на которые выданы авторские свидетельства СССР и патенты Украины.